# ネオメディア
ネオメディア（正式社名:株式会社ネオメディアプロダクション）は、アニメーションの制作のうち、作画作業の請負を主な事業内容としていた日本の企業。

## 概要
1969年、東映動画（現:東映アニメーション）でレインボー戦隊ロビン、サイボーグ009、タイガーマスク等のキャラクターデザイン、作画監督を務めた木村圭市郎が設立した作画スタジオである。同社には「ネオメディア」以外の別名義として「イーグルネスト」があり、末期には「イーグルネスト」名義で参加することが多かった。
2018年10月19日、創業者の木村圭市郎が永眠。これに伴い、アニメーション制作事業の休止を発表した。

## 主な参加作品

### テレビアニメ
- ルパン三世 (TV第1シリーズ)（1971年-1972年）
- 魔女っ子チックル（1978年-1979年）
- ゲームセンターあらし（1982年）
- 魔境伝説アクロバンチ（1982年）
- 機動戦士ガンダムΖΖ（1986年-1987年）
- 魔動王グランゾート（1989年-1990年）
- グリーングリーン（2003年）
- FIRESTORM（2003年）
- BURN-UP SCRAMBLE（2004年）
- ケロロ軍曹（2004年）
- アイシールド21（2005年-2008年）
- Canvas2 〜虹色のスケッチ〜（2005年-2006年）
- 機神咆吼デモンベイン（2006年）
- 家庭教師ヒットマンREBORN!（2006年-2010年）

### 劇場アニメ
- ドラえもん映画作品シリーズ
  - ドラえもん のび太の宇宙開拓史（1981年）
  - ドラえもん のび太の大魔境（1982年）
- ドラえもん ぼく、桃太郎のなんなのさ（1981年）
- ルパン三世 バビロンの黄金伝説（1985年）

## 出身者
山口泰弘
- 「サイボーグ009　超銀河伝説」キャラクターデザイン・作画監督

百瀬義行
- 「火垂るの墓」場面設計
- 「ギブリーズ episode2」」監督

北島信幸
- 「SF新世紀 レンズマン」
- 「ガルフォース Eternal Story」
- 「サイレントメビウス2」
- 「ああ女神さまっ」

坂巻貞彦
- 「未来少年コナンII タイガアドベンチャー」

森山雄治
- 「プロジェクトA子」監督
- 「朝霧の巫女」監督
- 「幻想魔伝 最遊記」キャラクターデザイン

田村英樹
北久保弘之
- 「老人Z」監督
- 「BLOOD THE LAST VAMPIRE」監督

伊藤浩二
- 「ガイスターズ」監督

内山正幸
田中宏紀
福島喜晴
和田卓也
的場敦
川名久美子